# N-Triplets
N-Triples est un format de stockage et de transmission de données. Il s'agit d'un format de sérialisation en texte brut basé sur des lignes pour les graphiques RDF (Resource
Description Framework) et d'un sous-ensemble du format Turtle (Terse RDF Triple Language),,. N-Triples ne doit pas être confondu avec Notation3 qui est un sur-ensemble
de Turtle. N-Triples a été principalement développé par Dave Beckett de l' Université de Bristol et Art Barstow du World Wide Web Consortium (W3C).
N-Triples a été conçu pour être un format plus simple que Notation3 et Turtle, et donc plus facile à analyser et à générer pour les logiciels. Cependant, comme il lui manque certains des raccourcis fournis par d'autres sérialisations RDF (comme les CURIE et les ressources imbriquées, qui sont fournies à la fois par RDF/XML et Turtle), il peut être fastidieux de taper manuellement de grandes quantités de données, et difficile à lire.

## Usage
Il y a très peu de variation dans la façon dont un graphe RDF peut être représenté en N-Triples. Cela en fait un format très pratique pour fournir des "réponses modèles" pour les suites de tests RDF.

## Implémentations
Comme N-Triples est un sous-ensemble de Turtle et Notation3, par définition, tous les outils qui prennent en charge l'entrée dans l'un de ces formats prendront en charge N-Triples. De plus, certains outils comme Cwm ont un support spécifique pour les N-Triples.

## Format de fichier
Chaque ligne du fichier a soit la forme d'un commentaire, soit celle d'une déclaration : Une déclaration se compose de quatre parties, séparées par des espaces : 
- le sujet,

- le prédicat,

- L'objet,

- un point qui signifie la fin d'une déclaration

Les sujets peuvent prendre la forme d'un URI ou d'une ressource anonyme ; les prédicats doivent être un URI ; les objets peuvent être un URI, un nœud vide ou un littéral. Les URI sont délimités par des signes inférieur à et supérieur à utilisés comme crochets angulaires. Les nœuds vides sont représentés par une chaîne alphanumérique, précédée d'un trait de soulignement et de deux-points ( _: ). Les littéraux sont représentés sous forme de chaînes ASCII imprimables (avec des échappements antislash), délimités par des guillemets doubles et éventuellement suffixés par un indicateur de langue ou de type de données. Les indicateurs de langue sont un arobase suivi d'une balise de langue RFC 3066 ; les indicateurs de type de données sont un double caret suivi d'un URI. Les commentaires consistent en une ligne commençant par un signe dièse.
Exemple
Les déclarations N-Triples ci-dessous sont équivalentes à ce RDF/XML : 
- RDF/XML

```
<rdf:RDF xmlns= "
http://xmlns.com/foaf/0.1/
" 
         xmlns:dc= "
http://purl.org/dc/terms/
" 
         xmlns:rdf= "
http://www.w3
 .org/1999/02/22-rdf-syntax-ns#" > 
  <Document rdf:about= "
http://www.w3.org/2001/sw/RDFCore/ntriples/
" >
     <dc:title xml : lang= "en-US" > N-Triples </dc:title> 
     <maker> 
       <Person rdf:nodeID= "art" > 
         <name> Art Barstow </name> 
       </Person>
     </maker> 
     <maker> 
       <Personne rdf:nodeID= "dave"> 
         <name> Dave Beckett </name>
       </Person> 
    </maker> 
  </Document> 
</rdf:RDF>
```

- N-Triples

```
 <
http://www.w3.org/2001/sw/RDFCore/ntriples/
> 
<
http://www.w3.org/1999/02/22-rdf-syntax-ns#type
> ↵
	<http:/ /xmlns.com/foaf/0.1/Document> . 
 <
http://www.w3.org/2001/sw/RDFCore/ntriples/
> 
<
http://purl.org/dc/terms/title
> "N-Triples" @ en-US . 
 <
http://www.w3.org/2001/sw/RDFCore/ntriples/
> 
<
http://xmlns.com/foaf/0.1/maker
> _ : art . 
 <
http://www.w3.org/2001/sw/RDFCore/ntriples/
> 
<
http://xmlns.com/foaf/0.1/maker
> _ : dave . 
 _ : art <
http://www.w3.org/1999/02/22-rdf-syntax-ns#type
> 
<
http://xmlns
. . 
 _ : art <
http://xmlns.com/foaf/0.1/name
> "Art Barstow" . 
 _ : dave <
http://www.w3.org/1999/02/22-rdf-syntax-ns#type
> 
<
http://xmlns.com/foaf/0.1/Person
> . 
 _ : dave <
http://xmlns.com/foaf/0.1/name
> "Dave Beckett" .
```

(Le symbole ↵ est utilisé pour indiquer un endroit où une ligne a été enveloppée pour la lisibilité. Les N-Triples n'autorisent pas les lignes à être enveloppées arbitrairement : les fins de ligne indiquent la fin d'une instruction.)

## N-Quads
Le sur -ensemble N-Quads associé étend N-Triples avec une valeur de contexte facultative à la quatrième position,,.
```
  <
http://one.example/subject1
> <
http://one.example/predicate1
> 
<
http://one.example/object1
> <
http://example.org/graph3
> . #
  commentaires ici
  # ou sur une ligne par eux-mêmes 
  _ : subject1 <
http://an.example/predicate1
> "object1" 
<
http://example.org/graph1
> . 
  _ : subject2 <
http://an.example/predicate2
> "object2" 
<
http://example.org/graph5
> .
```

## Voir également
- Notation3
- Turtle (syntaxe)
- TriG (syntax)